# مسجد صاحب الزمان
مسجد صاحب الزمان مربوط به دوره صفوی است و در شهرستان ملایر، بخش سامن، دهستان سامن، روستای ضربعلی واقع شده و این اثر در تاریخ ۱۸ اسفند ۱۳۸۷ با شمارهٔ ثبت ۲۵۱۱۵ به‌عنوان یکی از آثار ملی ایران به ثبت رسیده است.